# Myripristis randalli
Myripristis randalli là một loài cá biển thuộc chi Myripristis trong họ Cá sơn đá. Loài này được mô tả lần đầu tiên vào năm 1974.

## Từ nguyên
Từ định danh randalli được đặt theo tên của nhà ngư học John E. Randall, người đã cung cấp mẫu vật cho tác giả Greenfield và nhận ra đây là loài chưa được mô tả.

## Phạm vi phân bố và môi trường sống
M. randalli được ghi nhận tại đảo Tonga, Samoa thuộc Mỹ, quần đảo Australes (Polynésie thuộc Pháp) và quần đảo Pitcairn.
M. randalli được thu thập trên các rạn san hô ở độ sâu khoảng 15–54 m.

## Mô tả
Chiều dài cơ thể lớn nhất được ghi nhận ở M. randalli là 19,5 cm.

## Sinh thái học
Thức ăn chủ yếu của M. randalli là các loài sinh vật phù du.